# MathWorld
MathWorld è un'opera enciclopedica on-line sulla matematica sponsorizzata dalla Wolfram Research Inc., una società nota per la creazione e sviluppo del programma informatico Mathematica. MathWorld viene anche parzialmente sostenuto da un finanziamento alla Università dell'Illinois (Urbana-Champaign) da parte del progetto National Science Digital Library della National Science Foundation.

## Storia
Il sito nasce dai riassunti che Eric W. Weisstein, il suo creatore, era solito scrivere mentre leggeva testi di matematica. Questi furono pubblicati on line per la prima volta nel 1995, in un sito chiamato "Eric's Treasure Trove of Mathematics". In esso trovavano posto centinaia di pagine, in grado di coprire un'ampia gamma di argomenti matematici. Queste pagine, spesso curate a livello di enciclopedia o dizionario enciclopedico, formavano di gran lunga la migliore raccolta di risorse matematiche accessibili sul Web. Weisstein continuò a migliorare e correggere le voci tenendo conto di commenti e suggerimenti inviati dai lettori.
Nel 1998 il contenuto del sito è stato pubblicato a stampa e su CD-ROM dalla casa editrice CRC Press, con la quale Weisstein aveva stipulato un contratto, con il titolo "CRC Concise Encyclopedia of Mathematics"; allo stesso tempo, l'accesso alla versione online gratuita divenne parziale. Le restrizioni di accesso furono eliminate quando Weisstein, nel 1999, fu assunto da Wolfram Research Inc. (WRI) e spostò il sito (ora divenuto MathWorld) sui server del datore di lavoro.
Nel 2000 CRC Press citò in giudizio la WRI, il suo presidente Stephen Wolfram e l'autore dei contenuti Eric Weisstein, accusandoli di aver violato il contratto e chiedendo che il contenuto di MathWorld rimanesse disponibile soltanto nella versione a stampa. Il sito fu oscurato dietro ingiunzione della corte giudicante finché il caso fu risolto per vie extragiudiziali con un accordo che prevedeva, tra l'altro, un pagamento di una cifra (non specificata) da parte della WRI, l'inserimento di una dichiarazione di copyright al fondo del sito web, e la concessione a CRC Press di ampi diritti sulle versioni a stampa di MathWorld. Risolta la controversia, il sito tornò di nuovo a essere accessibile al pubblico in modo gratuito.
L'oscuramento di MathWorld rese evidente quanto fosse ormai diventato diffuso, in campo matematico, l'utilizzo di risorse enciclopediche online, ed emerse l'utilità di una enciclopedia matematica online ad accesso libero. Fu avviato, pertanto, il progetto PlanetMath, che era teso a creare una nuova enciclopedia matematica libera; ancora oggi PlanetMath fornisce un'ampia raccolta di contenuti a carattere enciclopedico di argomento matematico.